# Euphaedra (Xypetana) caerulescens
Euphaedra (Xypetana) caerulescens es una especie de  Lepidoptera, de la familia Nymphalidae,  subfamilia Limenitidinae, tribu Adoliadini, pertenece al género Euphaedra, subgénero (Xypetana).

## Subespecies
- Euphaedra (Xypetana) caerulescens caerulescens
- Euphaedra (Xypetana) caerulescens submarginalis (Hecq, 1997)
- Euphaedra (Xypetana) caerulescens caliginosa (Hecq, 2004)

## Localización
Esta especie de Lepidoptera y las subespecies se encuentran localizadas en Zaire (África). 